# Sophie Eleonore von Limpurg-Gaildorf

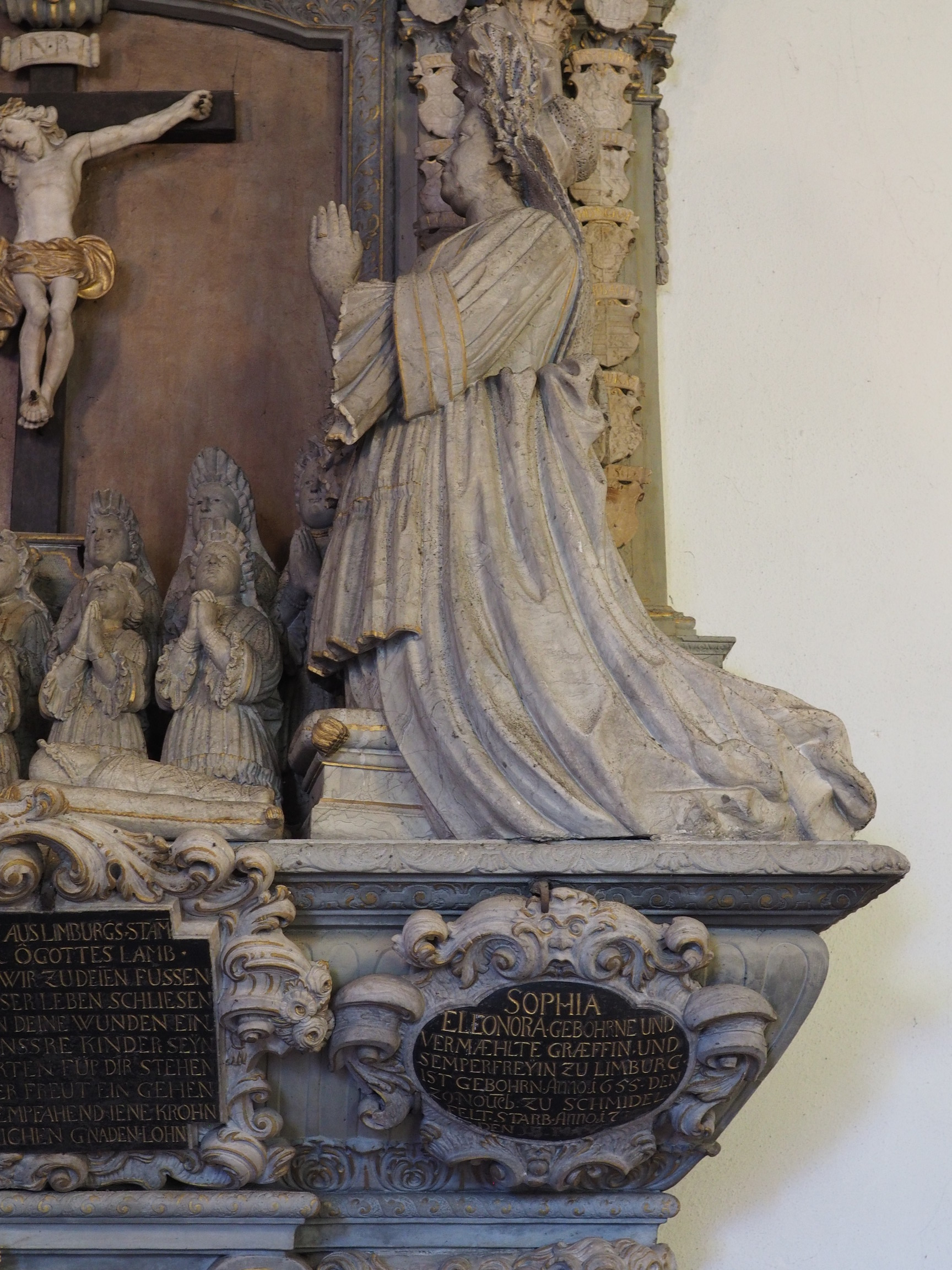
Sophie Eleonore auf dem Doppelgrabmal in Obersontheim

Sophie Eleonore Gräfin von Limpurg-Gaildorf (* 29. November 1655 in Schmiedelfeld; † 18. Mai 1722 in Obersontheim) war eine deutsche Dichterin.

## Leben
Sophie Eleonore war die Tochter von Johann Wilhelm Schenk von Limpurg-Gaildorf zu Schmiedelfeld (1607–1655) und Maria Juliana von Hohenlohe (1623–1695). Sie heiratete am 1. September 1673 Schenk Vollrath von Limpurg-Speckfeld zu Obersontheim (1641–1713), mit dem die Adelsfamilie der Schenken von Limpurg im Mannesstamm ausstarb. Von ihren elf Kindern überlebten nur fünf Töchter, von deren Ehepartnern die sogenannten Limpurgischen Allodial-Erben von Limpurg-Sontheim abstammen. Nach Schenk Vollraths Tod und der Abwehr der Ansprüche Preußens übernahm Sophie Eleonore bis zu ihrem Tode die Regierung der kleinen Grafschaft.
Die religiös-karitative Wirksamkeit des Grafenpaars erfolgte in enger Zusammenarbeit mit Johann Müller, ab 1694 Pfarrer, Superintendent und Hofprediger in Obersontheim, und beeinflusst von dem Pietisten August Hermann Francke in Halle (Saale). 1717 traf Francke die Gräfin. Aus dem folgenden Jahr ist ein Brief von ihr an Francke überliefert. 1708 wurde das vom Grafenpaar gestiftete Obersontheimer Waisenhaus eröffnet.

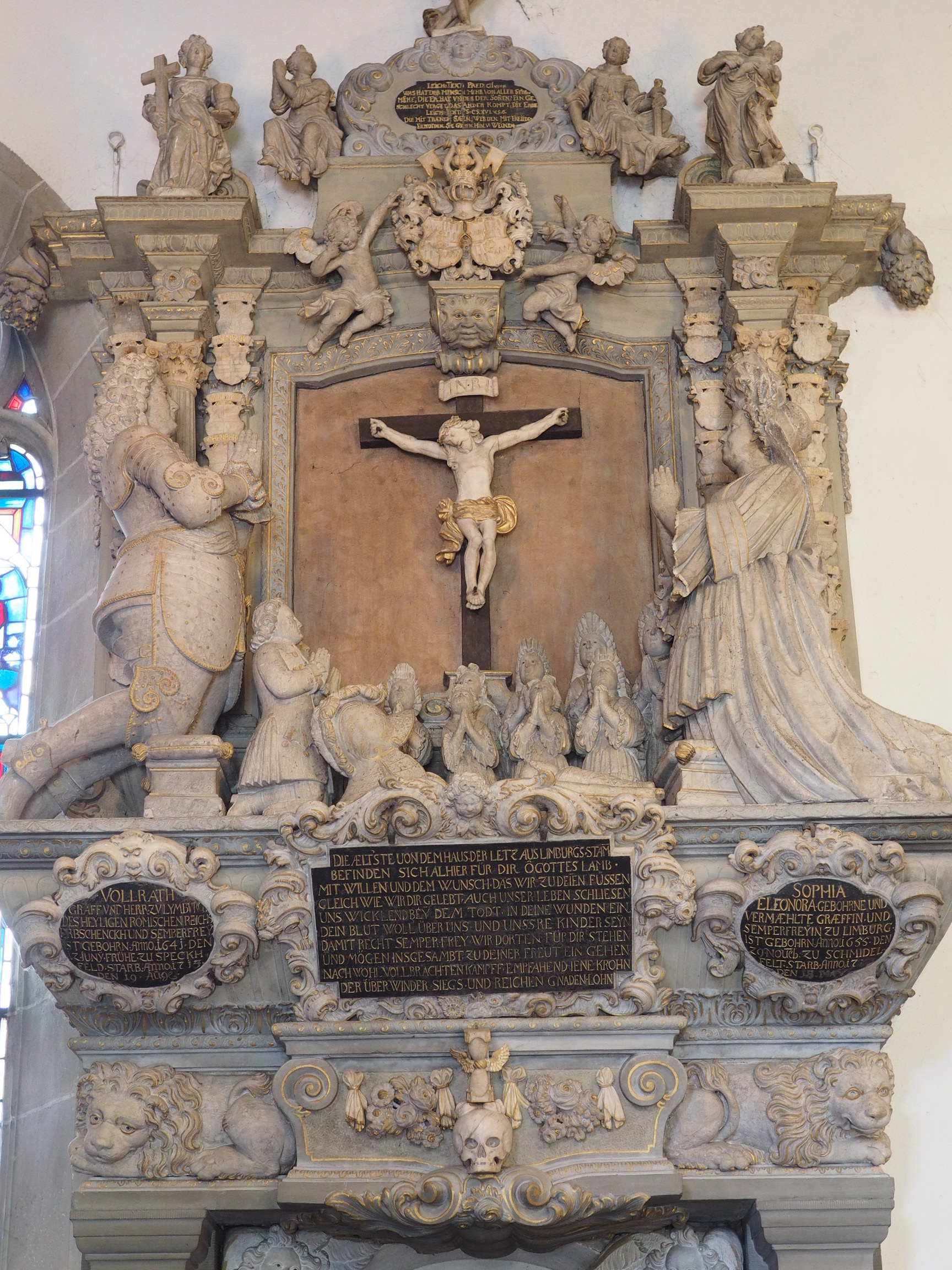
Gesamtansicht des Grabmals

In der evangelischen Pfarrkirche Obersontheim ist dem Ehepaar Schenk Vollrath und Sophie Eleonore ein barockes Doppelgrabmal gewidmet.

## Werke

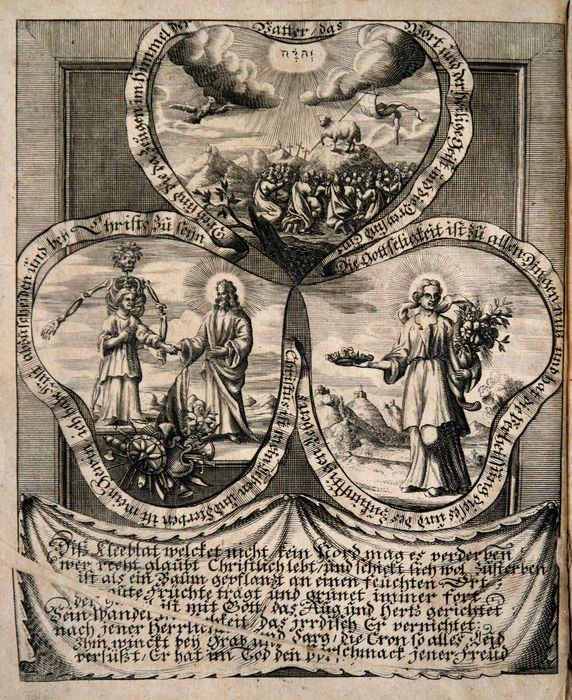
Geistliches Klee-Blatt (1709), Frontispiz rechts

Ausdruck ihrer ausgeprägten persönlichen Frömmigkeit sind ihre geistlichen Schriften. 1686 erschienen in Rothenburg ob der Tauber Etliche Lehr- Klag- und Trost-Reimen, und Lieder. 1709 kam in Frankfurt am Main und Leipzig in vier Teilen (mit insgesamt über 1800 Seiten) heraus Geistliches Klee-Blat, das ist: Christliche, nutzlich- und höchst-nothwendige Betrachtung, wie ein Christ recht glauben, christlich leben und sich zum seeligen Sterben christlich vorbereiten solle.  Als Witwe veröffentlichte sie in Schwäbisch Hall 1714 Der Weisen Tugend-Leuchte (über 1100 Druckseiten).
Schon 1676 war in Erasmus Franciscis Ruhstunden anonym (durch „eine fürnehme Stands-Person unserer Zeiten verfertiget“) das Gedicht Was soll Unglück mich betrüben? erschienen, das in mehrere Gesangbücher Eingang fand.
An Selbstzeugnissen ist außer ihrem Briefwechsel (heute im limpurgischen Archiv im Staatsarchiv Ludwigsburg, ausgewertet bei Rentschler 1911) das umfangreiche Testament von 1720 zu nennen.